# الاستقصاءات التشغيلية اللازمة (الاستثمارات البديلة)
في مجال الاستثمارات البديلة، يشير مصطلح الاستقصاءات التشغيلية اللازمة (أو دي دي ODD) إلى تحقيق (الاستقصاء اللازم) في العوامل التشغيلية المتعلقة بمنشآت الاستثمار البديل مثل صندوق الموازنة أو صندوق حقوق الملكية الخاصة أو صندوق البنى التحتية.
اكتسبت أو دي دي أهميتها خلال السنوات الماضية بسبب فشل صناديق الموازنة مثل أمارانث أدفايزورس ومجموعة صندوق بايو هيدج. ازداد الاهتمام بهذا المجال بسبب المساهمة التي قام بها بعض التجار المحتالين المزعومين مثل بريان هنتر أو مستخدمي مكيدة بونز المزعومين مثل أرثر نادل وجيروم كيرفييل وبيرنارد مادوف.
المخاطر التشغيلية هي المخاطر الناجمة عن تنفيذ العمليات التجارية لأي تكتل، مثل صندوق استثمارات بديل، وهذا يختلف عن الأعمال الاستثمارية.
لا تُشمل ممارسة الاستقصاءات التشغيلية اللازمة أو دي دي ضمن مجال العمليات الاستثمارية لصندوق الاستثمارات البديلة، وبالتالي لا تتضمن هذه الممارسة عادةً تجميع وتحليل والتأكيد على المعلومات المرتبطة بالإجراءات الاستثمارية المتوقعة الحالية أو المستقبلية، مثل الاعتمادات المالية، أو اختلاف العائدات الحالي أو المتوقع مستقبلًا لهذه الأموال، أو ملاءمة التخطيط الموضوع لهذا التمويل باعتباره قسمًا جوهريًّا (محتملًا) للحصول على حقيبة مستثمرين أوسع. يُستثنى من هذا مقدار تأثر العمليات الاستثمارية عكسيًّا بالمخاطر العملية.
على أي حال، تُجرى «الاستقصاءات الاستثمارية اللازمة» (آي دي دي) غالبًا من قبل مستثمر «محتمل» أو لصالحه؛ لرعاية العمليات الاستثمارية. في الحقيقة يمكن القول إنه عبر التاريخ شاع إجراء الاستقصاءات الاستثمارية اللازمة آي دي دي أكثر من إجراء الاستقصاءات العملية اللازمة أو دي دي، وهذا رغم الجدل الأكاديمي الكبير والدليل التجريبي على أن الخطر الكلي (الخطر الاستثماري والخطر التشغيلي مثلًا) قابل للاستيعاب والتخفيف بشكل أفضل، فيمكن إجراء كل من الاستقصاءات الاستثمارية والعملية اللازمة.

## الأهمية
نال الموقف التاريخي انتشارًا غريبًا بعض الشيء لتجارب عديدة من الفشل الناجم عن المخاطر التشغيلية، مثل فضائح صندوق الموازنة على مدى سنوات وإغلاقاته. 
في أوائل عام 2003، أشارت دراسة كابكو التي أجراها كريستوفر كوندرو وستيوارت فيفر إلى أن العيوب الناجمة عن الخطر العملي كانت السبب الوحيد المسؤول عن 50% من كامل حالات الفشل في صندوق الموازنة (إذ أصبحت عيوب المخاطر العملية عاملًا مساهمًا في حالات الفشل الأخرى أيضًا) بدلًا من القرارات الاستثمارية السيئة وحدها (38%)، ويبدو أن الدلائل الناتجة عن التجارب الفردية تدل على: (1) تأثير المخاطر العملية هو على الأقل واسع الانتشار بقدر الأنماط الأخرى من صناديق الاستثمار البديل (الصناديق غير المشمولة في الموازنة)، و (2) أن تأثير العيوب الناتجة عن المخاطر العملية لم ينخفض منذ القيام بدراسة كابكو.
يقترح كتاب جيسون شارمان بعنوان كورغينتوم كونسلتينغ  أن المخاطر التشغيلية عبارة عن عوامل مساهمة ملازمة لكل حالات الفشل في صناديق الموازنة.
على سبيل المثال، في شهر مايو من عام 2009 اعتبرت الدعوى الاستئنافية المتعلقة بصندوق التغذية المالية المستثمر ضمن حساب إداري يعتمد إستراتيجية مادوف لتقسيم الخسائر أن «قصة مادوف اتخذت موقفًا معاديًا متخطية جميع الخطوط الحمراء التي قيَّمتها مؤسسة التمويل المهنية (أو دي دي) ولم يكن بالإمكان إهمال الإدارة والرقابة التالية بحسن نية». 
يعني هذا الكلام أنه في غياب الاستقصاءات التشغيلية اللازمة المفصلة والمحكمة ما قبل الاستثمار، سيهمل المستثمرون ببساطة المخاطر التشغيلية الملازمة لهذه العملية التنظيمية.

## الهدف
يهدف إجراء الاستقصاءات العملية اللازمة إلى جمع المعلومات المتعلقة بالمخاطر العملية (لدرجة معينة) وتحليلها وتأكيدها وهذا من أجل:
- السماح للمستثمر في صندوق استثمار بديل معين أن يبني وجهة نظر مدروسة تساعده على اتخاذ قرار بالبقاء ضمن استثماره أو الانسحاب منه.
- السماح لمستثمر محتمل في صندوق استثمار بديل أن يبني وجهة نظر مدروسة تساعده على اتخاذ قرار للاستثمار أو عدم الاستثمار.
- تحديد مثالي للحالات التي يمكن أن يطمح لها المستثمر أو المستثمر المحتمل ليفاوض على خفض المستوى الكلي للمخاطر التشغيلية المرافقة للاستثمارات الجديدة أو الموجودة مسبقًا في صندوق استثمار بديل معين.

فيما يلي عينة صغيرة من البنود التي قد تكون مشمولة ضمن مجال الاستقصاءات التشغيلية اللازمة:
- تحديد السعر السوقي وفق تقنيات التقييم، والإجراءات المرتبطة والمراقبة وعمليات الكشف.
- استمرارية الأعمال التجارية وتخطيط التعافي من الكوارث.
- خطر النصب والمخالفات الأخرى.
- التحليل السلوكي للأفراد (على سبيل المثال مدراء وموظفو صندوق التمويل / رؤساء إدارة صندوق التمويل البديل) ومزودو الخدمات الخارجيون، بما في ذلك منح الحوافز.
- آلية السيولة (الأقفال والبوابات)
- أمن الممتلكات.
- المراجعة القانونية، التي تغطي (من بين أشياء أخرى) تخطيط البنية القانونية وتأسيسها، والنصائح المأخوذة من صندوق التمويل البديل ومديره، وعقود المواد، وشروط الاستثمار، والتعويضات والتأمينات (رغم أنها قد تجرى ضمن استقصاءات قانونية منفصلة).
- مراجعة الضوابط والعمليات المستخدمة من قبل صندوق التمويل من خلال مزودي الخدمات الخارجيين (مدير الاستثمار ومدير التمويل ووكيل التحويل.....الخ) إضافةً إلى إدارة ممتلكات الصندوق للتقرير فيما إذا كانت مناسبة للهدف ويمكن اتباعها.
- مراجعة العمليات التشغيلية وضرائب حفظ السجلات الداعمة المتعلقة بالتعامل المستمر مع الضرائب النافعة أو ما يُدعى «الإبقاء على صناديق الاستثمار الخارجية».

## مقارنة بين تقديرات الخطر التشغيلي في سياق الاحتياجات الاحتياطية لرأس المال المصرفي
تُبنى أغلب المواد المرتبطة بالاستقصاءات التشغيلية اللازمة -خاصة المواد الأكاديمية- على تعريف ضمني للمخاطر التشغيلية المصممة أصلًا في سياق الصناعات المصرفية والمحتواة ضمن اتفاقيات بازيل التي تعتبر أن المخاطر التشغيلية هي خطر الخسارة الناتج عن إجراء عمليات داخلية غير كافية أو فاشلة، أو بسبب أحداث خارجية.
تعتبر الصناعة المصرفية في أغلب الاقتصادات تابعة لنظم المجلس الإشرافي على الخدمات المالية الوطنية، مثل هيئة الخدمات المالية في المملكة المتحدة، مع أسلوب حكم تنظيمي يشمل متطلبات المصارف؛ للحفاظ على المستويات الأدنى على الأقل من رأس المال المخطط أن يصمد أمام احتمالية وقوع العديد من المخاطر.
يُشار إلى رأس المال المحتفظ به في المصارف بهدف مواجهة متطلبات المنظمين ذوي الصلة باسم متطلبات رأس المال أو رأس المال الاحتياطي.
إن الأولوية في المخاطر التشغيلية عند البنوك هي تأكيد مقدار التداول الذي إذا حافظ عليه المصرف باعتباره رأس مال، يجب (نظريًا على الأقل) أن يعوض بشكل كامل عن التأثير المتوقع على تبلور المخاطر التشغيلية التي تواجهها البنوك. عندما تضاف «متطلبات المخاطر التشغيلية» هذه إلى العناصر الأخرى المكونة لمتطلبات رأس المال الاحتياطي المصرفي (المتعلق بالمخاطر غير التشغيلية التي تواجهها المصارف) تكون النتيجة الكلية «متطلبات رأس المال الكلية».

## المشكلة في مقاربة الاستقصاءات التشغيلية اللازمة باستخدام الطريقة المصرفية
تتناسب بعض أشكال الاستقصاءات التشغيلية اللازمة بعناية مع النموذج المصرفي كما وصِف سابقًا، وبما أن هذه الأشكال تبدو منفردة بعدد من العوامل التشغيلية واحتمالات التخصيص والعلاقات الرابطة بين العوامل والخسارات المقدرة (المبنية عمومًا على استنباط البيانات القديمة)، وتخرج في النهاية بنظام قياس مفرد (يشبه «متطلبات الخطر التشغيلي» للمصرف) الذي يقارَن بعد ذلك مع عتبة موضوعة مسبقًا لإعطاء جواب مزدوج على السؤال الخاص بالاستثمار بشكل: استثمر / لا تستثمر أو ابقَ مستثمرًا / اترك الاستثمار.
رغم التوافق مع النظرية بشكل دقيق، تملك بعض أشكال أو دي دي حدودًا صارمة، هذه بعض الأشكال على سبيل المثال:
- ميل المدير لتحفيز سلوك تحريف الحقائق المتعلقة بصندوق الاستثمارات البديلة (مثل القيام بمقاربة مبنية على لائحة تفقد غالبًا باستخدام أسئلة متوقعة بسهولة من منظور المدير حول صندوق الاستثمار البديل).
- الميل للاستجابة (أو عدم الاستجابة بالسرعة الكافية) للمخاطر المتطورة التي تؤثر في أغلب جوانب العمل أو للمخاطر الخاصة بصندوق استثمار بديل مسؤول عن مستثمر معين أو وثيق الصلة به.
- الميل لترجيح عوامل الخطر المعروفة بكونها ثابتة مبنية على بيانات سابقة، بينما يكون احتمال تبلور الخطر المستقبلي وكمية الخسارة المتوقعة في الواقع متغيرات مستمرة.
- الميل لتطبيق عوامل ربط تفصل بين المخاطر الثابتة والمبنية على بيانات سابقة، بينما تكون عوامل الربط في الواقع متغيرة بشكل مستمر.
- الميل لإعطاء قيم مزدوجة دون تحديد الظروف التي قد يرغب بها المستثمر أو المستثمر المحتمل ليقوم باستثماره (من خلال المفاوضات مع المدير أو صندوق الاستثمار البديل) لخفض المستوى الكلي من المخاطر التشغيلية المرتبطة مع الاستثمار الجديد أو الموجود مسبقًا.